# Philippe Brinquin
Philippe Brinquin (Quimperlé, 2 giugno 1971) è un ex calciatore francese, di ruolo difensore.

## Caratteristiche tecniche
Era un difensore centrale o terzino destro.

## Carriera

### Club
Ha vestito le maglie di Lorient, Rennes e Le Havre in Francia terminando la carriera nella massima divisione scozzese con la casacca del Livingston. Vanta 56 presenze senza reti in Ligue 1.